# Geranium bequaertii
Geranium bequaertii är en näveväxtart som beskrevs av De Wild.. Geranium bequaertii ingår i släktet nävor, och familjen näveväxter. Inga underarter finns listade i Catalogue of Life.